# Schaltlücke

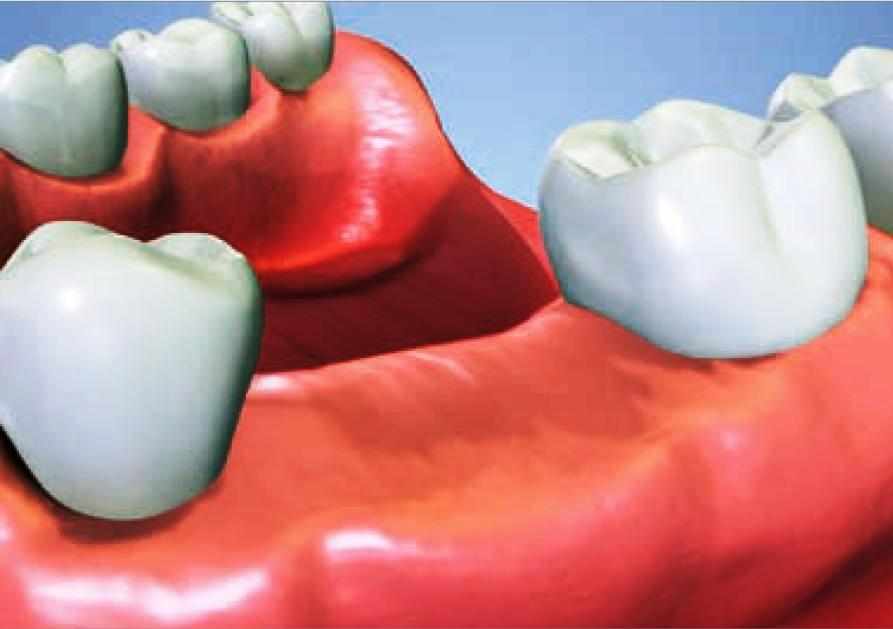
Einzelzahnlücke (Zahn 36)

Schaltlücke ist ein Fachbegriff aus der Zahnheilkunde zur Einteilung unvollständiger Gebisse. Eine Schaltlücke liegt vor, wenn eine Zahnlücke aus zwei oder mehreren fehlenden Zähnen besteht und von anderen Zähnen begrenzt ist, also vor und hinter den fehlenden Zähnen jeweils noch mindestens ein Zahn vorhanden ist. Von einer Einzahnlücke spricht man, wenn nur ein einzelner Zahn fehlt und vor und hinter dem fehlenden Zahn noch mindestens jeweils ein Zahn vorhanden ist.
Wenn jemand nicht (mehr) alle Zähne hat, kann dies seine Lebensqualität je nach Anzahl, Art und Lokalisation der fehlenden Zähne in unterschiedlichem Ausmaß beeinträchtigen. Hierfür wurden verschiedene Kriterien vorgeschlagen, u. a. die Einteilung nach „Schalt-“ und „Freiendlücken“.
Analog hierzu versteht man unter einer „Schaltprothese“ eine Teilprothese, bei der die fehlenden Zähne im Gegensatz zur „Freiendprothese“ auf beiden Seiten der Lücke eine Verankerung oder Abstützung an vorhandenen, natürlichen Zähnen haben.